# Helmut Brandstätter
Helmut Brandstätter (ur. 24 kwietnia 1955 w Wiedniu) – austriacki dziennikarz i polityk, dyrektor zarządzający telewizji n-tv (1997–2003), redaktor naczelny dziennika „Kurier” (2010–2018), poseł do Rady Narodowej, deputowany do Parlamentu Europejskiego X kadencji.

## Życiorys
W 1973 ukończył szkołę średnią w Wiedniu, a w 1978 studia prawnicze na Uniwersytecie Wiedeńskim. Kierował organizacją studencką Österreichische Hochschülerschaft na macierzystej uczelni. W 1980 został absolwentem bolońskiego oddziału Uniwersytetu Johnsa Hopkinsa. Przez kilkanaście lat pracował jako dziennikarz w ÖRF. W latach 1997–2003 pełnił funkcję dyrektora zarządzającego niemieckiej telewizji informacyjnej n-tv. Od 2004 do 2006 był partnerem zarządzającym telewizji Puls 4. Przez kilka lat prowadził własną działalność w branży konsultingowej. W latach 2010–2018 zajmował stanowisko redaktora naczelnego dziennika „Kurier”. Od 2013 był również wydawcą tej gazety, z jej redakcjo odszedł w 2019.
W wyborach w 2019 z ramienia partii NEOS uzyskał mandat posła do Rady Narodowej XXVII kadencji. W 2024 został wybrany w skład Europarlamentu X kadencji.

## Publikacje
- Hör. Mir. Zu. Drei Schritte ins Jahrtausend der Kommunikation, Salzburg 2008.
- So kann Europa gelingen: Gespräche mit Werner Faymann, Sigmar Gabriel, Federica Mogherini, gemeinsam mit Margaretha Kopeinig, Wiedeń 2014
- Brandstätter vs. Brandstetter: Diskurs (współautor z Wolfgangiem Brandstetterem), Wiedeń 2019.
- Kurz & Kickl: Ihr Spiel mit Macht und Angst, Wiedeń 2019.
- Letzter Weckruf für Europa, Wiedeń 2020.